# 1239 en santé et médecine
| Années de la santé et de la médecine : 1236 - 1237 - 1238 - 1239 - 1240 - 1241 - 1242    |
| Décennies de la santé et de la médecine : 1200 - 1210 - 1220 - 1230 - 1240 - 1250 - 1260 |

Cet article présente les faits marquants de l'année 1239 en santé et médecine.

## Événements

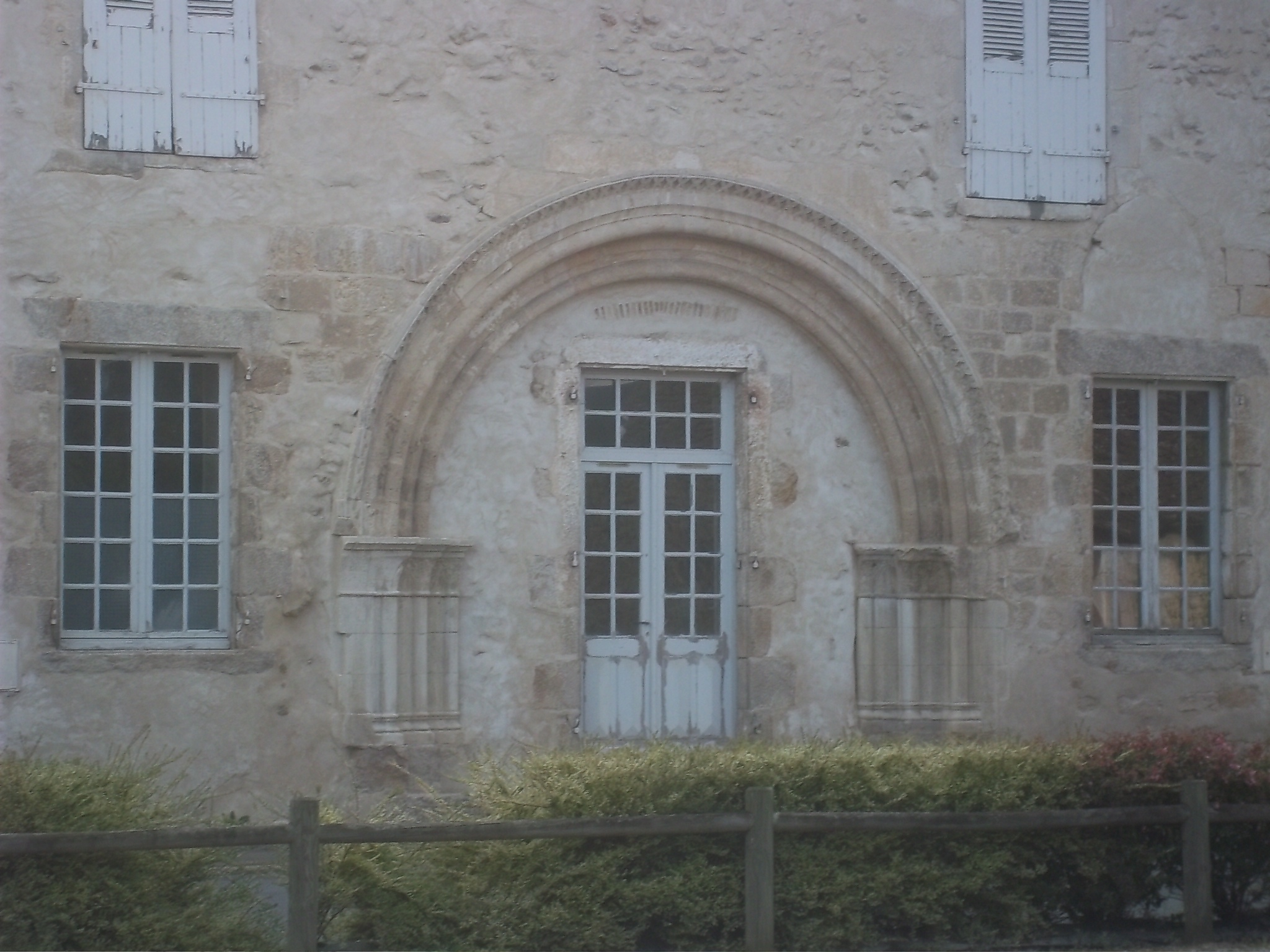
La léproserie de
Vivoin

- 15 juin : Guy de Sora, légat de Grégoire IX, interdit d'avoir recours aux médecins juifs, qui ont « une interprétation différente de l’Écriture concernant le symbolisme des membres du corps humain[1] ».
- Juillet : première mention d'une léproserie à Achicourt, sur le Crinchon, en Artois, dans un acte signé de Gilles II, seigneur de Beaumetz[2].
- Fondation de l'hôpital Sainte-Avoye à Montfort-l'Amaury par Amaury VI, comte de Montfort et connétable de France[3].
- Première mention de l'hôpital Sainte-Catherine à Quimper en Bretagne[4].
- Fondation à Valenciennes, dans le Hainaut, d'un hôpital pour les malades sans ressources, placé sous l'invocation de sainte Élisabeth de Hongrie et confié aux béguines[5].
- Fondation d'un hôpital à Vivoin dans le Maine[6].
- Première mention d'une léproserie dans la principauté épiscopale de Genève, à Dingy-en-Vuache[7].
- Une léproserie, dite « Bonne-Maison des Ladres », est mentionnée à Marcq-en-Barœul en Flandre, dans un acte signé de Gauthier de Marvis, évêque de Tournai[8].
- Richard de Fournival, chapelain du cardinal Robert de Sommercotes, obtient de Grégoire IX l'autorisation d'exercer la chirurgie jusqu'au jour où il sera diacre[1].
- À Montpellier, un document stipule que la pratique de la médecine est soumise à l'examen de l'évêque de Maguelone et de deux maîtres de l'Université, mais l'exercice de la chirurgie reste libre[9].
- En France, épidémie supposée de coqueluche ou de grippe[10],[11].

## Personnalités
- Fl. A., frère convers et médecin de l'abbaye de Berdoues, Bernard, médecin, bienfaiteur de l'hôtel-Dieu de Beauvais, et Fresolus, médecin à Cavaillon[12].
- 1234-1239 : fl. De Bouconvilla, médecin dont « on a cru, à tort selon [Wickersheimer], qu'[il] avait été médecin de Louis IX[12] ».

## Décès
- 1239 au plus tard : Jean de Spéradan, médecin, propriétaire à Narbonne de « deux maisons situées dans la paroisse Saint-Sébastien[13] ».